# Crepidospermum atlanticum
Crepidospermum atlanticum är en tvåhjärtbladig växtart som beskrevs av Douglas C. Daly. Crepidospermum atlanticum ingår i släktet Crepidospermum och familjen Burseraceae. Inga underarter finns listade i Catalogue of Life.